# IJpelo
Ypelo (ook IJpelo, Nedersaksisch: Iepelo) is een buurtschap in de gemeente Wierden, in de Nederlandse provincie Overijssel. Het kende op 1 januari 2010 175 inwoners, tezamen met buitengebied Waterhoek kent het 296 (januari 2006) inwoners. 
Ypelo ligt tussen Wierden, de Huurne, Rectum, Enter, Almelo en Bornerbroek in. Het is altijd agrarisch geweest. Het gebied kende dan ook lang een eigen boerenbond. De buurtschap Ypelo heeft een eigen basisschool die gedeeld wordt met de buurtschap Rectum. In het oosten van de buurtschap ligt een moeras, het Mokkelengoor genaamd.

## Geschiedenis
Ypelo hoorde tot 1811 onder het gericht Kedingen en was een van de zogenoemde Rijssense kwartieren. De buurschap was na 1811 opgegaan in de gemeente Wierden. De marke Ypelo die na het opgaan in de gemeente Wierden nog steeds een markerichter had en holtingen hield, is in 1871 officieel opgeheven. De buurschap was anders georganiseerd dan de naastgelegen buurschap Rectum. Ypelo had een burcht genaamd de Koohorst. Deze van 1394 tot 1399 herbouwde motteburcht werd gebouwd door Evert van Langen. De burcht lag op het strategisch terrein wat het Langen genoemd werd. Vanuit deze zogenaamde maalstad bestuurde Evert van Langen zijn goederen in Ypelo. Of de motteburcht is gebouwd op het oudere in de 12e eeuw genoemde Huys Bolen to Ipeloe welke hoorde onder de graaf van Bentheim en kasteel Bentheim is nog niet achterhaald. Cameraarsrekeningen uit de 14e eeuw geven een beschrijving van de periode waarin deze motte is gebouwd en hoelang de bouwwerkzaamheden hebben geduurd. Het moet indrukwekkend zijn geweest, omdat menig edelman uit Deventer, Kampen en Zwolle een bezoek heeft gebracht. De grachten van de oude motte zijn tot in de jaren 1950 zichtbaar geweest. De eigenaar heeft destijds de in de volksmond genoemde Slotbelt in de grachten geschoven en het is geheel gedempt.

## Marke Ypelo
Het oudste markeboek van Ypelo is al zeer lang verdwenen. De heer die op het Langen woonde bezat het markerichterschap van de marke Ypelo. De laatste eigenaar, Van Rhede tot Brandligt genaamd, nam het oude markeboek mee naar zijn kasteel in het graafschap Bentheim. Volgens notaties in het nieuwe markeboek van Ypelo, heeft dit plaatsgevonden omtrent 1725. Sinds die tijd hebben de bewoners van de marke Ypelo pogingen ondernomen het (volgens overlevering zeer oude) markeboek terug te halen. In 1775 zijn drie bewoners van de marke afgereisd naar Brandligt in Bentheim om hun markeboek op te halen. Ze zijn teruggekeerd zonder markeboek. Het was niet te vinden. Hierdoor waren de ingezetenen van Ypelo beroofd van alle schriftelijke en oorspronkelijke bewijzen van hun rechten, alsook de oude berichten over de oudheden en geschiedenis van hun marke.
Er zijn twee nieuwe markeboeken aangelegd in de 19e eeuw. De marke Ypelo is opgeheven in 1872.

## Bevolking

### Godsdienst
In Ypelo wonen overwegend protestanten. Er is sprake van enige mate van onkerkelijkheid. Andere geloven dan rooms-katholicisme en protestantisme zijn nauwelijks vertegenwoordigd.

### Tradities
Zoals in veel plaatsen in Twente en de Achterhoek heeft de autochtone bevolking in Ypelo bijnamen. De bijnamen in Ypelo zijn gekoppeld aan de naam van de boerderij waar de familie woonde. Dit verschijnsel is op veel andere plekken in Twente niet ongebruikelijk.

### Volksaard en spraak
De Ypeloërs houden net als de Rectummers en Enternaren ervan zich af te zetten tegen wat gebruikelijk is en zijn dan ook trots op hun dialect. Volgens de markerichter in 1841 worden ze omschreven als: 'enigszins afgetrokken, stijfhoofdig en minder toegevend als hunne naburen'.
De inwoners van Ypelo hebben geen echte bijnaam. Het dialect in Ypelo wijkt duidelijk af van dat van omliggende plaatsen. Deze variant van het Nedersaksisch wordt Twents-Graafschaps genoemd.

## Onderwijs
In Ypelo staat een basisschool voor de kinderen van de buurschap Rectum en Ypelo, De Akkerwal genaamd. Tegenwoordig komen er ook veel leerlingen uit het aangrenzende Almelo de basisschool bezoeken.

## Voornaamste erven
De buurschap of marke Ypelo had van oorsprong geen kom of vereniging. De hoeven lagen verspreid over de gehele buurschap. De voornaamste en oudste erven zijn:
- Selhorst
- Groot Wolthuis
- Klein Wolthuis
- Koedijk
- het Cotte
- het Ypelo
- Assink
- de Horst
- de Keurst
- Groot Langeler
- Klein Langeler
- Het Langen / Koohorst
- Meekenkamp
- Heuks
- Enteler
- Weusthuis

Hoofdplaats: Wierden      Dorp: Enter

Buurtschappen: Enterbroek · Hoge Hexel · Huurne · De Kolonie · Het Loo · Notter · Rectum · IJpelo · Zuna

Overijssel · Steden en dorpen in Overijssel      Nederland · Provincies · Gemeenten